# سيرافينيت
السيرافينيت هو اسم تجاري لشكل محدد من الكلينوكلور، وهو جزء من مجموعة الكلوريت.
اكتسب السيرافينيت اسمه من اسم ملائكة السيرافيم.
السيرافينيت بشكل عام له لون أخضر داكن إلى رمادي. وله صلادة بين 2 و 4 على مقياس موس.
السيرافينيت يستخرج من منطقة محدودة في شرق سيبيريا في روسيا. غالباً ما يُنسب اكتشاف السيرافينيت إلى عالم المعادن الروسي نيكولاي كوكشاروف (1818_1892 أو 1893).